# 郑美景
郑美景（韓語：정미경，1965年12月23日—），韩国女子篮球运动员。她曾代表韩国国家队参加1988年夏季奥林匹克运动会篮球比赛，获得第7名。她也曾参加1990年亚洲运动会。